# Lepenec
Lepenec (serbiska: Lepenac, albanska: Lepenci) är ett vattendrag i Kosovo och Nordmakedonien.